# هویتزر دی۳۰
هویتزر ۱۲۲ میلی‌متری ۲ ای ۱۸ (دی۳۰) یک هویتزر ساخت شوروی است که برای اولین بار در سال ۱۹۶۰ وارد خدمت شد. برد دی۳۰ حداکثر ۱۵٫۴ کیلومتر یا بیش از ۲۱ کیلومتر با استفاده از مهمات RAP
با نصب سه‌پایهٔ مخصوص، دی۳۰ را می‌توان به سرعت به میزان ۳۶۰ درجه چرخاند. این سلاح هرچند که دیگر در کشورهای کشورهای پساشوروی تولید نمی‌شود، اما در سطح بین‌المللی تولید می‌شود و همچنان در نیروهای مسلح بیش از ۶۰ کشور در حال استفاده است.

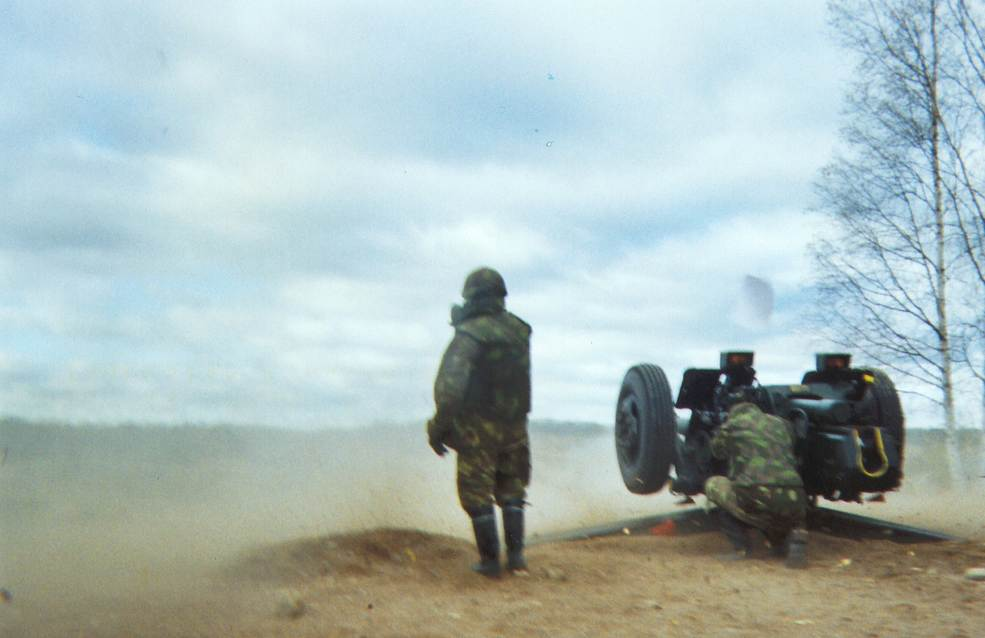
شلیک دی۳۰ فنلاندی در حین تمرین

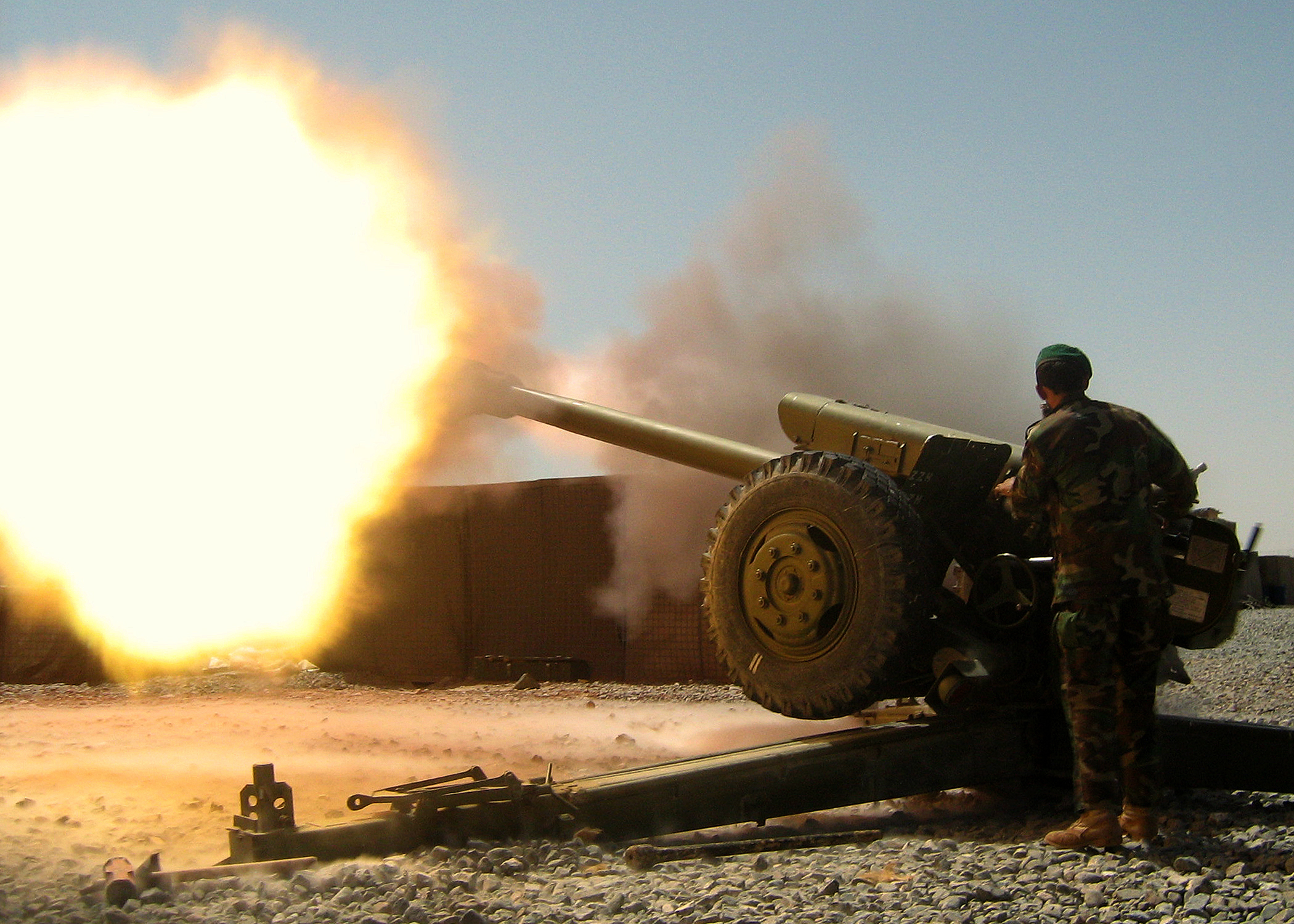
مأموریت شلیک غیرمستقیم دی۳۰ در ارتش افغانستان، سپتامبر ۲۰۰۹

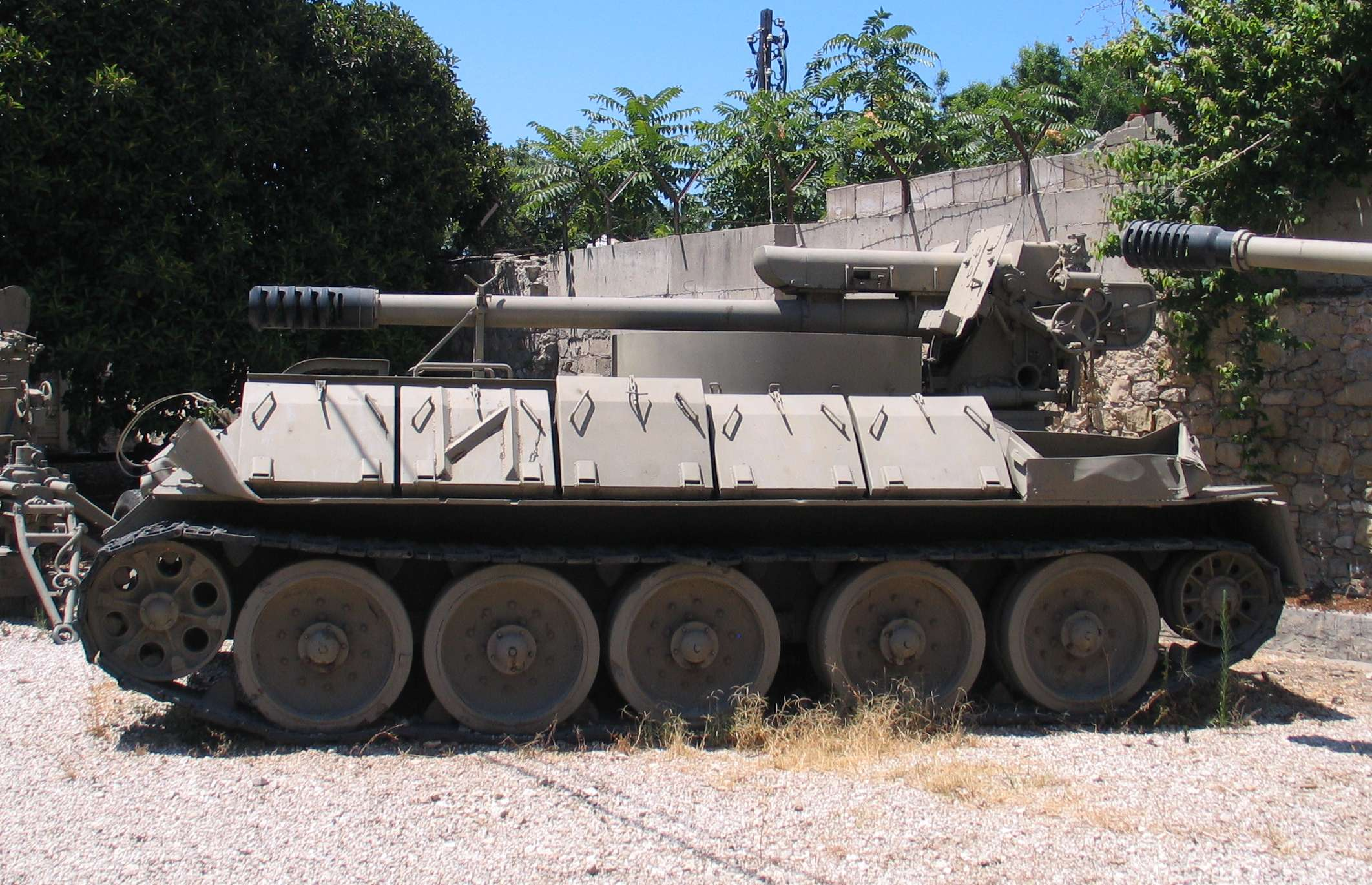
نصب دی۳۰ سوریه بر روی بدنه تانک تی-۳۴

## کاربران

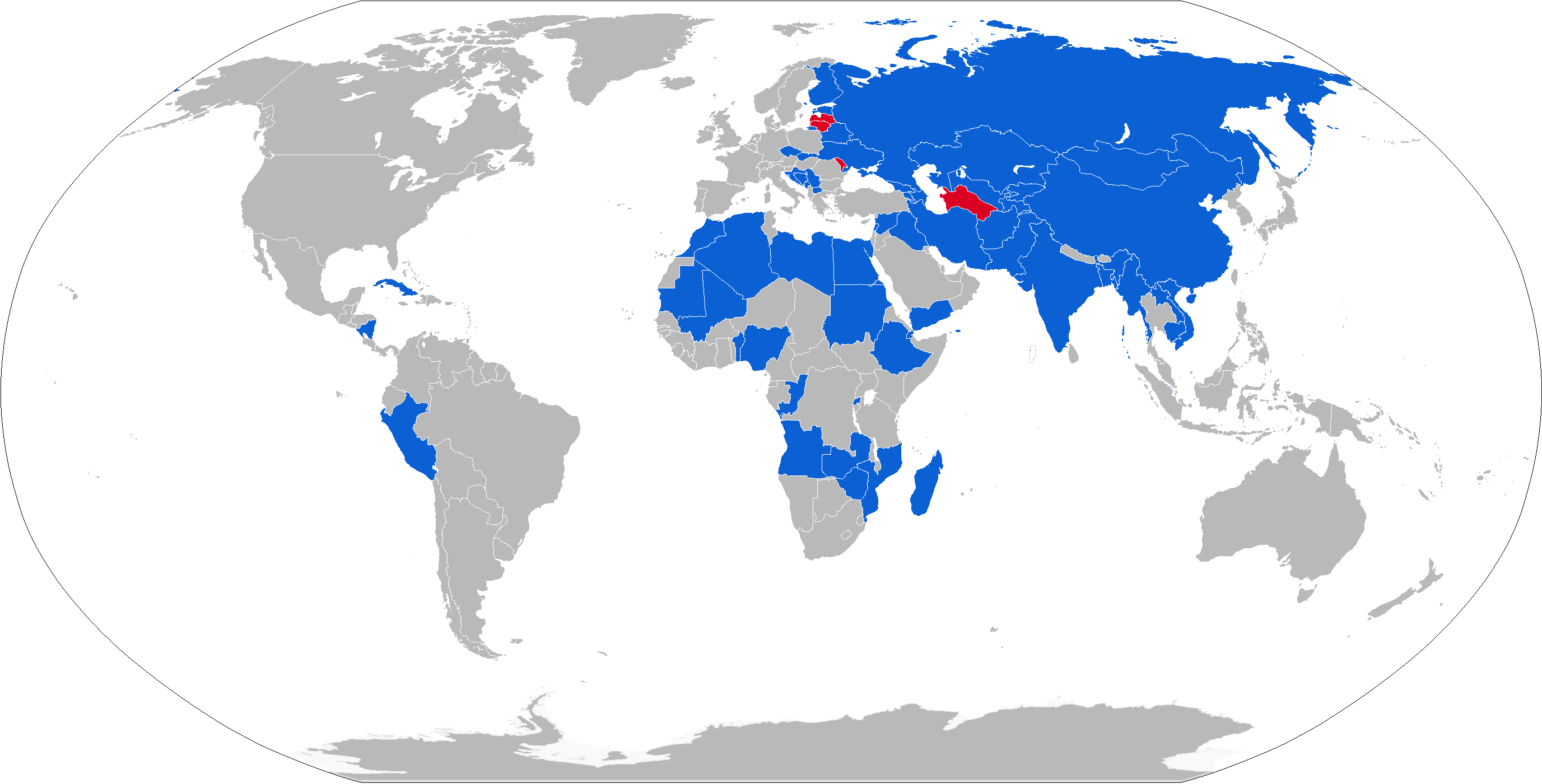
نقشه کشورهای کاربر دی۳۰ به رنگ آبی و کاربران سابق، با رنگ قرمز

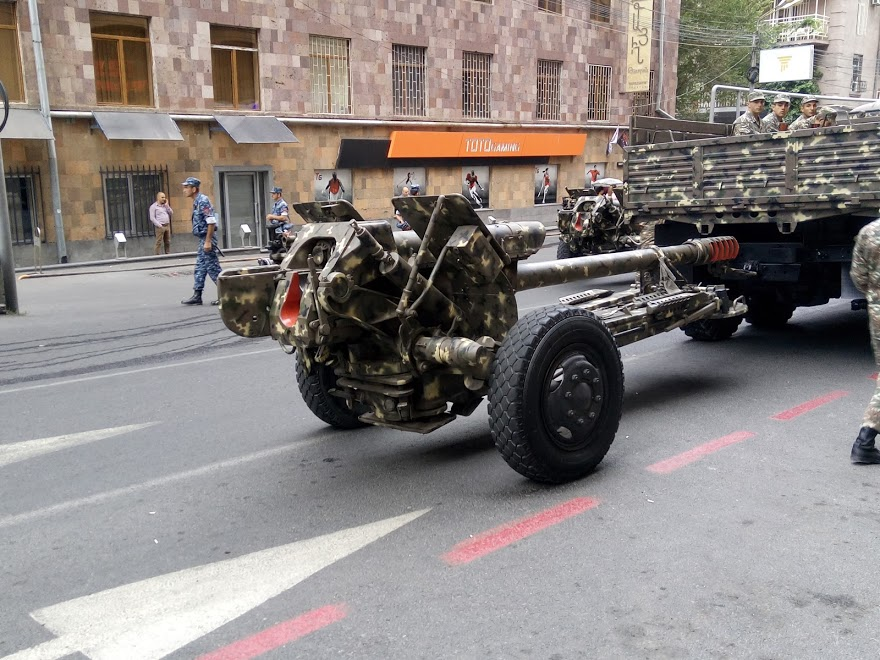
دی۳۰ نیروهای مسلح ارمنستان

### کاربران فعلی

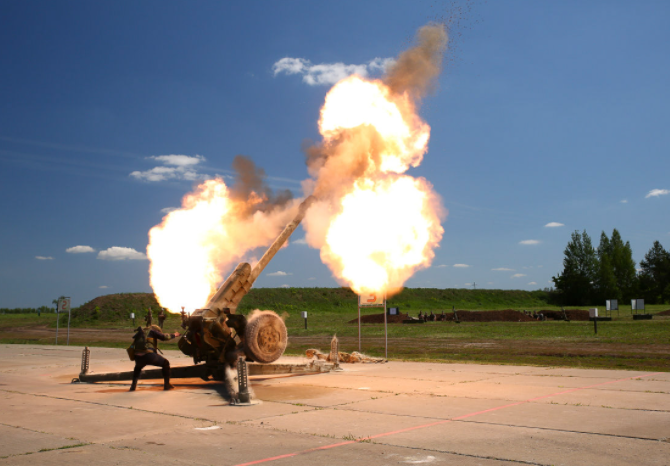
شلیک از هویتزر دی۳۰

- افغانستان: 85, IISS questions their serviceability تا تاریخ ۲۰۲۰[۱۰]
  -  Taliban
- الجزایر: 160[۱۱]
- آنگولا: 500[۱۲]
- ارمنستان: 69[۱۳]
- جمهوری آرتساخ[۱۴]
- جمهوری آذربایجان: 129[۱۵]
- بنگلادش[۱۶]
- بلاروس: 48[۱۷]
- بوسنی و هرزگوین: 100[۱۸]
- بوروندی: 18[۱۹]
- کامبوج[۲۰]
- چین: 500 Type 96 variant[۲۱][۲۲]
- جمهوری کنگو: 10[۲۳]
- جمهوری دموکراتیک کنگو[۲۴]
- کرواسی: 20[۲۵]
- کوبا:[۲۶] 100 mounted on T-34, 55 mounted on T-55 chassis and 25 mounted on KrAZ-255 ۶×6 trucks.[نیازمند منبع]
- مصر: 190 D-30M[۲۷]
- جیبوتی: 6[۲۸]
- اریتره[۲۹]
- استونی: 42 H63, delivered in 2009.[۳۰]
- اتیوپی:[۳۱] 309 delivered in 1998–2000.[۳۰]
- فنلاند: 234[۳۲] to 471 H63[۳۳]
- غنا: 6[۳۴]
- گرجستان: 58[۳۵]
- گینه بیسائو: 18[۳۶]
- هند: 520[۳۷]
- ایران: 540[۳۸]
- عراق[۳۹]
  -  اقلیم کردستان عراق[۴۰][۴۱]
- قزاقستان: 100[۴۲]
- قرقیزستان: 72[۴۳]
- لائوس[۴۴]
- لبنان: 42[۴۵]
- لیبی[۴۶]
- ماداگاسکار: 12[۴۷]
- موریتانی: 20[۴۸]
- مغولستان[۴۹]
- مونته‌نگرو: 12[۵۰]
- موزامبیک: 12[۵۱]
- میانمار: 560[۵۲]
- نیکاراگوئه: 12[۵۳]
- نیجریه[۵۴]
- کره شمالی[۵۵]
- عمان: 30[۵۶]
- پاکستان: 80[۵۷]
- پرو[۵۸]
- روسیه: 4,570[۵۹]
- رواندا: 6[۶۰]
- جمهوری دموکراتیک عربی صحرا: 12[۶۱]
- صربستان: 78[۶۲]
- سودان جنوبی: 5 received from Ukraine in 2013.[۳۰] The Sudan People's Liberation Army captured others from Sudan during the Second Sudanese Civil War[۶۳]
- سودان: 21[۶۴]
- سوریه[۶۵]
- تاجیکستان: 10[۶۶]
- تانزانیا: 20[۶۷]
- ترکمنستان: 350[۶۸]
- اوکراین: 129[۶۹]
- ازبکستان: 60[۷۰]
- ویتنام[۷۱]
- زامبیا: 25[۷۲]
- زیمبابوه: 4[۷۳]

### کاربران سابق
- بوکو حرام[۷۴]
- چکسلواکی
- داعش[۷۴]
- اسرائیل: ۵ دستگاه تا تاریخ ۲۰۱۶[۷۴]
- مقدونیه شمالی: ۱۰۸ دستگاه در ۲۰۰۳
- مولدووا: ۱۸ دستگاه
- لهستان: غیرعملیاتی
- اسلواکی: 19 دستگاه تا تاریخ ۲۰۱۶[۷۴]
- سومالی: 12[۷۵]
- اتحاد جماهیر شوروی: فروش به سایر کاربران
- یمن: 130 تا تاریخ ۲۰۱۵[۷۵]
- جمهوری فدرال سوسیالیستی یوگسلاوی فروش به سایر کاربران